# Wilhelm König (Politiker, 1810)
Wilhelm König (* 7. Dezember 1810 in Gummersbach; † 24. Dezember 1857 in Kloster bei Gummersbach) war ein deutscher Kaufmann und Politiker.

## Leben
König war der Sohn des Kaufmann Johann Heinrich Wilhelm König (* 13. Dezember 1772 in Gummersbach; † 22. Januar 1830 ebenda) und dessen Ehefrau Maria Wilhelmine geborene Heuser (* 21. Juli 1770 in Gummersbach; † 25. Oktober 1830 ebenda). Er war lutherischer Konfession und heiratete am 11. Juni 1831 in (Berg-)Neustadt Amalie Viebahn (* 3. April 1809 in (Berg-)Neustadt; † 17. Februar 1856 in Gummersbach). Er war Schwager des Abgeordneten Daniel Heuser.
König lebte als Kaufmann und Inhaber einer Wollspinnerei in Kloster bei Gummersbach. Von 1843 bis 1845 war er stellvertretender Abgeordneter im Provinziallandtag der Rheinprovinz. 1851 wurde er als stellvertretender Abgeordneter zum Landtag einberufen, war aber verhindert. 1847 gehörte er dem Ersten Vereinigten Landtag an.